# Montlebon
Montlebon – miejscowość i gmina we Francji, w regionie Burgundia-Franche-Comté, w departamencie Doubs.
Według danych na rok 1990 gminę zamieszkiwało 1587 osób, a gęstość zaludnienia wynosiła 58 osób/km² (wśród 1786 gmin Franche-Comté Montlebon plasuje się na 99. miejscu pod względem liczby ludności, natomiast pod względem powierzchni na miejscu 48.).